# Хефест
Хефест је бог ватре и ковачког заната, један од синова Зевса и Хере у грчкој митологији. По једном од митова, пошто се умешао у свађу родитеља, Зевс га у гневу баца са Олимпа на земљу. Том приликом Хефест постаје хром. По предању пао је на вулканско острво Лемно.
У Хефестовој надлежности били су занати. Он је направио боговима дворове од бронзе, скиптар и егиду Зевсу, сребрне лукове Аполону и Артемиди, накит Афродити. У Илијади је описано како је на Тетидину молбу сковао ново оружје Ахилу. По Хесиоду, Хефест је од земље направио прву жену Пандору, а по Зевсовом наређењу приковао Прометејa на кавкаску стену. Тај мотив је употребио Есхил у трагедији Оковани Прометеј.
Оженио се Афродитом, богињом лепоте и љубави. Једном ју је ухватио на делу у прељуби са Аресом. Ухватио их је у невидљиву мрежу и позвао све богове за сведоке неверства. Тај призор, међутим, код богова изазове смех. Ову епизоду испевао је у Одисеји слепи певач на двору краља Алкиноја. На атинској Агори налази се Хефестов храм, нешто старији и боље сачуван од Партенона.

## Етимологија
Хефест је вероватно повезан са Линеаром Б (микенски грчки) натписом А-па-и-ти-јо, пронађеним у Кнососу. Натпис посредно сведочи о његовом богослужењу у то време, јер се верује да представља теофорско име(H)āpʰaistios, или Hāphaistion. Грчки теоним Hēphaistos је највероватније предгрчког порекла, пошто облик без -i- (атички Hēphastos) показује типичну прегрчку варијацију и указује на оригинал sy.

## Митологија

### Хефестов занат
Хефест је имао своју палату на Олимпу, са својом радионицом са наковњем и двадесет мехова који су радили по његовом налогу. Хефест је израдио велики део величанствене опреме богова, а за скоро сваку фино ковану металну конструкцију прожету моћи која се појављује у грчком миту каже се да ју је исковао Хефест. Дизајнирао је Хермесов крилати шлем и сандале, Егидин напрсник, Афродитин чувени појас, Агамемнонов штап Ахилов оклоп, Диомедову кирасу, Хераклове бронзане клешталице, Хелиосове кочије, раме Пелопса, и Еросове лук и стреле. У каснијим извештајима, Хефест је радио уз помоћ Киклопа — међу њима и његових помоћника у ковачници, Бронта, Стеропа и Аргеса.
Хефест је направио аутомате од метала да раде за њега. Ово је укључивало троношце који су ходали до и од планине Олимп. Ослепљеном Ориону је дао свог шегрта Кедалиона за водича. У неким верзијама мита, Прометеј је украо ватру коју је дао човеку из Хефестове ковачнице. Хефест је такође створио дар који су богови дали човеку, жену Пандору и њен питос. Као вешт ковач, Хефест је створио све престоле у палати на Олимпу.
Грчки митови и Хомерове песме осветљавају у причама да је Хефест имао посебну моћ да произведе кретање. Направио је златне и сребрне лавове и псе на улазу у палату Алкиној тако да су могли да уједу освајаче. Грци су у својој цивилизацији одржавали анимистичку идеју да су статуе на неки начин живе. Ова врста уметности и анимистичког веровања датира још из минојског периода, када је Дедал, градитељ лавиринта, правио слике које су се кретале саме од себе. Статуа бога је на неки начин била сам бог, а лик на човековом гробу некако је указивао на његово присуство.

### Родитељство
- Према Хесиоду (Теогонија, 927-928),[17] Хера је сама родила Хефеста као освету што је Зевс имао Атину без ње (Зевс је имао однос са Метисом).
- Према Хомеру (Илијада, I 571-577),[18] Хера се помиње као Хефестова мајка, али нема довољно доказа да се каже да је Зевс био његов отац (иако му се он обраћа као такав).
- Према Хомеру (Одисеја, VIII 306),[19] нема довољно доказа да се каже да је Зевс био Хефестов отац (иако се он на њега тако позива). Хера се не помиње као мајка.
- Према Псеудо-Аполодору (Библиотека, 1.3.6),[20] Хера је сама родила Хефеста. Псеудо-Аполодор такође наводи да је, према Хомеру, Хефест једно од деце Зевса и Хере (свесно противречно Хесиоду и Хомеру).
- Неколико каснијих текстова прати Хесиодов извештај, укључујући Хигина и предговор Фабулама.

У извештају атичких сликара ваза, Хефест је био присутан на рођењу Атине и рукује секиром којом је расцепио Зевсову главу да би је ослободио. У последњем извештају, Хефест је тамо представљен као старији од Атене, тако да је митологија Хефеста у том погледу недоследна.

### Пад са Олимпа
У једној грани грчке митологије, Хера је избацила Хефеста са неба због његовог урођеног оштећења. Пао је у океан и подигле су га Тетида (Ахилова мајка и једна од 50 Нереида) и Океанида Еуринома.